# Pilgrim (bijoux)
 (septembre 2015).
Pour les articles homonymes, voir Pilgrim.
Pilgrim est une entreprise familiale danoise de fabrication de montres, lunettes de soleil et bijoux pour hommes et femmes créée en 1983.

## Histoire
En 1983, Annemette Markvad et Thomas Adamsen vendent des bijoux fantaisie dans les rues d'Aarhus et lors des festivals de rock. 
Ils commencent par acheter des bijoux dans des pays asiatiques, avant de fabriquer eux-mêmes leurs créations dans leur appartement de Skanderborg
Quelques années plus tard, la marque prend une dimension internationale et plusieurs boutiques sont ouvertes à travers le monde,. 
Pilgrim est désormais présente dans 45 pays.    
En 2009, la société met en vente un bijou dont les bénéfices sont reversés à l'association Médecins sans frontières

## Manufactures
La fabrication des bijoux Pilgrim se fait principalement au Danemark, pays d'origine de la marque. En plus de son site principal, Pilgrim dispose de centres logistiques et de distribution dans plusieurs pays pour faciliter son expansion internationale. 
En 2015, Pilgrim a étendu ses activités au Canada, avec une implantation stratégique pour desservir l'Amérique du Nord.
En 2023, Pilgrim a lancé une nouvelle gamme de bijoux fabriqués à partir de matériaux recyclés, renforçant son engagement envers des pratiques durables et responsables.

## Image
| Année | Égérie               | Notes                                                                               |
| ----- | -------------------- | ----------------------------------------------------------------------------------- |
| 2004  | Helena Christensen   | La top model et ex-miss Danemark devient l'égérie de la marque.                     |
| 2005  | Emmanuelle Béart     | Actrice française et ambassadrice de l'UNICEF pour représenter la marque en France. |
| 2006  | Louise Pedersen      | La top model danoise devient l'égérie de la marque.                                 |
| 2007  | Liv Tyler            | Ambassadrice du parfum Givenchy "Very Irresistible", égérie de Pilgrim depuis 2003. |
| 2009  | Tilly Scott Pedersen | Actrice et ambassadrice pour la campagne "Be Outstanding".                          |
| 2010  | Catrin C et Alice    | Mannequins danoises représentant la marque en 2010.                                 |
| 2011  | Julie Rode           | Finaliste du concours Elite Model Look, représentante de Pilgrim pour l'année.      |
| 2012  | Caroline Corinth     | Top model représentant les collections Automne/Hiver 2012 et Printemps/Été 2013.    |
| 2013  | Maria Gregersen      | Représente la collection Printemps/Été 2013.                                        |
| 2014  | Astrid Baarsma       | Top model allemande, égérie de Pilgrim pour la campagne 2014.                       |
| 2015  | Mathilde Gohler      | Mannequin danoise, visage de la marque en 2015.                                     |